# Église Saint-Viateur d'Outremont
L'église Saint-Viateur d'Outremont est une église catholique située dans l'arrondissement Outremont à Montréal. Elle est située au 183, avenue Bloomfield (à l'angle de la rue Laurier ouest).

## Historique
La paroisse Saint-Viateur d'Outremont fut érigée en 1902, la première paroisse d'Outremont, un démembrement de la paroisse voisine de Saint-Enfant-Jésus du Mile-End. En attendant la construction de son église monumentale, la paroisse s'est servi, entre 1904 et 1912, de l'ancienne église anglicane de l'Ascension, située avenue d'Outremont en face du parc Saint-Viateur.
L'église Saint-Viateur d'Outremont fut édifiée en 1911 dans la foulée du congrès eucharistique de Montréal de 1910. Les architectes furent Louis-Zéphirin Gauthier et Joseph-Égilde-Césaire Daoust. De style architectural d'inspiration néogothique, doté d'arches très élancées, ce temple a été décoré par Guido Nincheri qui a également signé les vitraux.
La cérémonie de la bénédiction de l'église Saint-viateur, eut lieu le 26 octobre 1913.
Les boiseries sont en chêne, œuvre de Philibert Lemay, et les statues originales étaient en plâtre. En 1950, le sculpteur Médard Bourgault est invité à remplacer celles-ci par des statues en bois qui représentent maintenant l'un des attraits de cette église. 
L’orgue Casavant de l'église Saint-Viateur est inauguré le 23 novembre 1913. Sa restauration fut réalisée par les ateliers Guilbault-Thérien en 1991. Le Positif a été entièrement refait dans l'esthétique néoclassique. L'orgue possède 37 jeux, 3 claviers et un pédalier.
L'intérieur richement orné en bois de chêne est l'œuvre de plusieurs sculpteurs, notamment Elzéar Soucy, Joseph-Olindo Gratton (La Cène sous l'autel), Victor Allard et Médard Bourgault. Les vitraux sont dessinés par Guido Nincheri et réalisés par la firme d'Henri Perdriau. On doit également à Nincheri les peintures (fresques à sec et toiles marouflées) sur les murs et la voûte, sa première œuvre majeure en Amérique.

## Personnalités
- Auguste Descarries (1896-1958), pianiste, compositeur, organiste-maître de chapelle.
- Pierre Elliott Trudeau (1919-2000), homme politique canadien né à Outremont le 18 octobre 1919, a été baptisé en l'église Saint-Viateur le 20 octobre 1919.
- Jean Lapointe (1935 - 2022), chanteur, comédien, humoriste, sénateur dont les funérailles ont eu lieu en l'église Saint-Viateur le 17 décembre 2022.
- Denise Bombardier (1941-2023), journaliste, chroniqueuse, animatrice de radio et de télévision, dont les obsèques ont été célébrées en l'église Saint-Viateur.

## Galerie

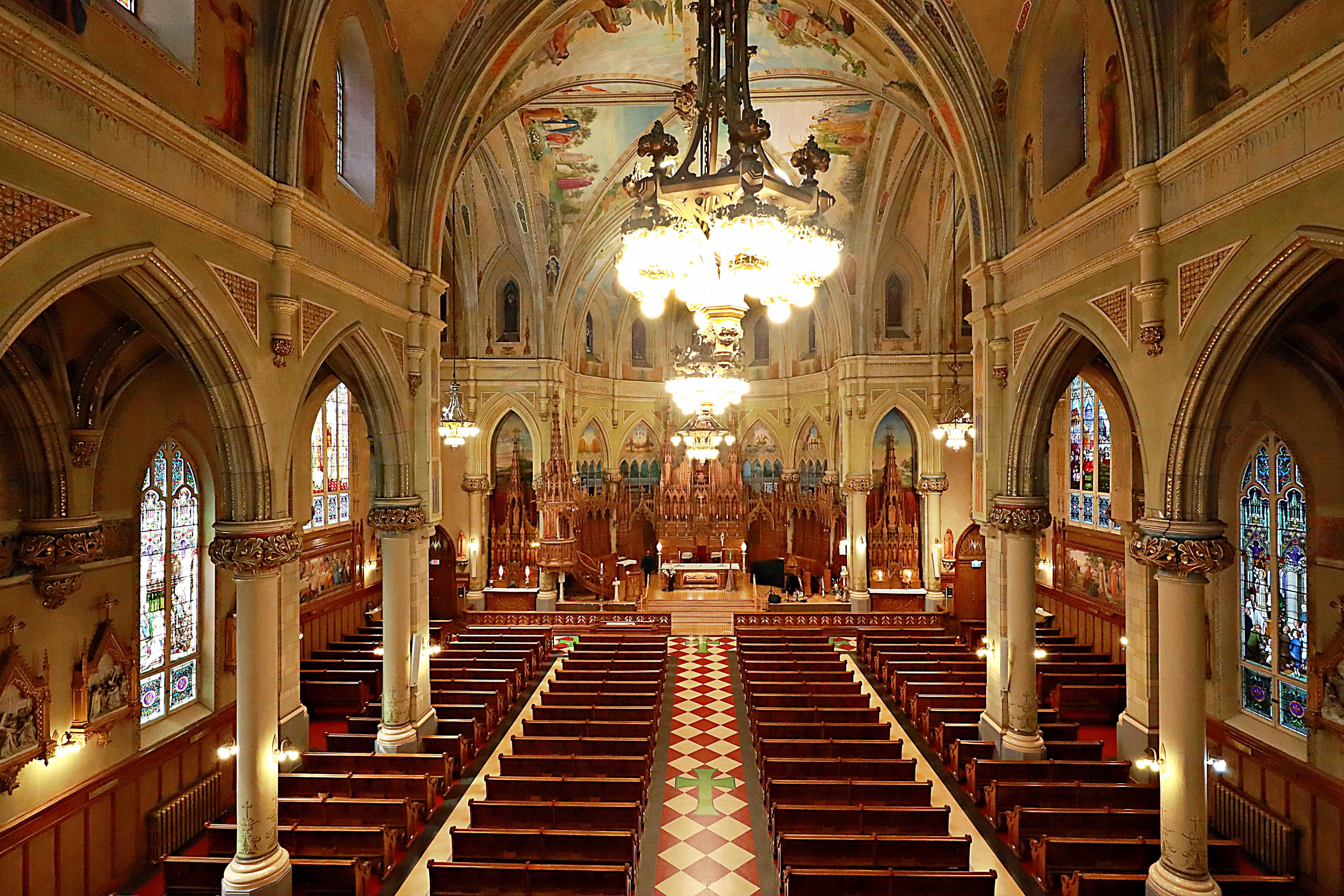
Nef
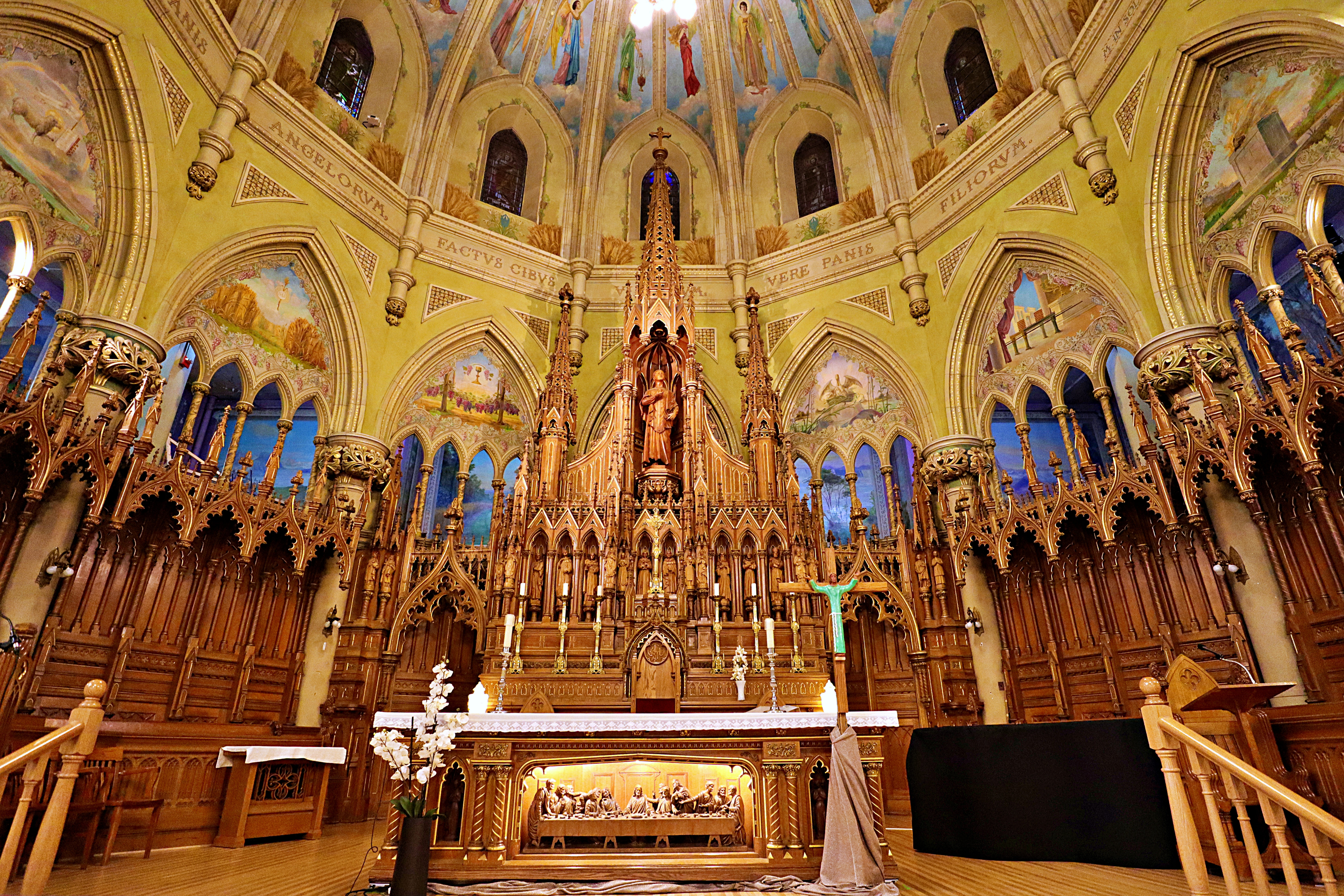
Chœur
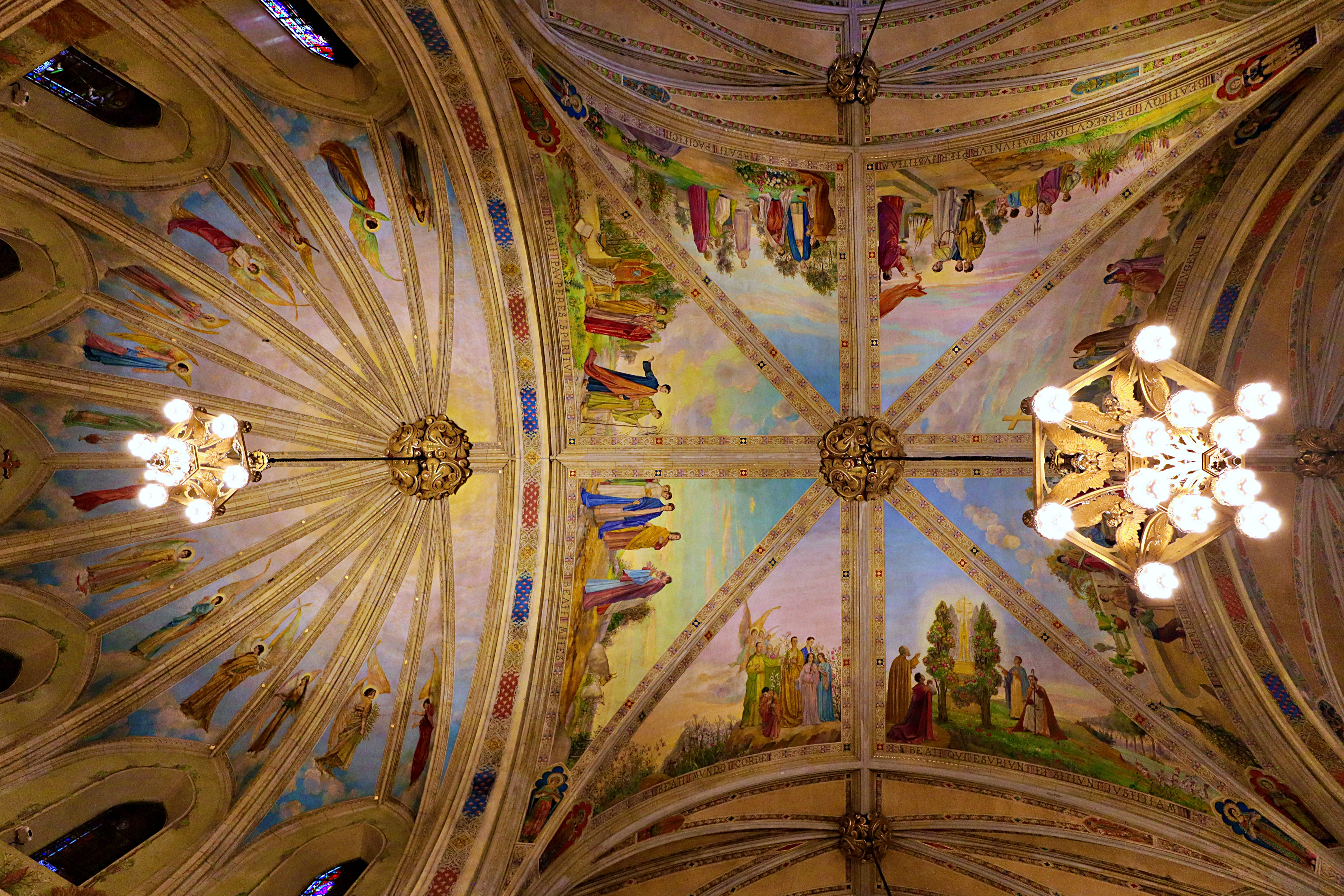
Voûte, peinture de Guido Nincheri
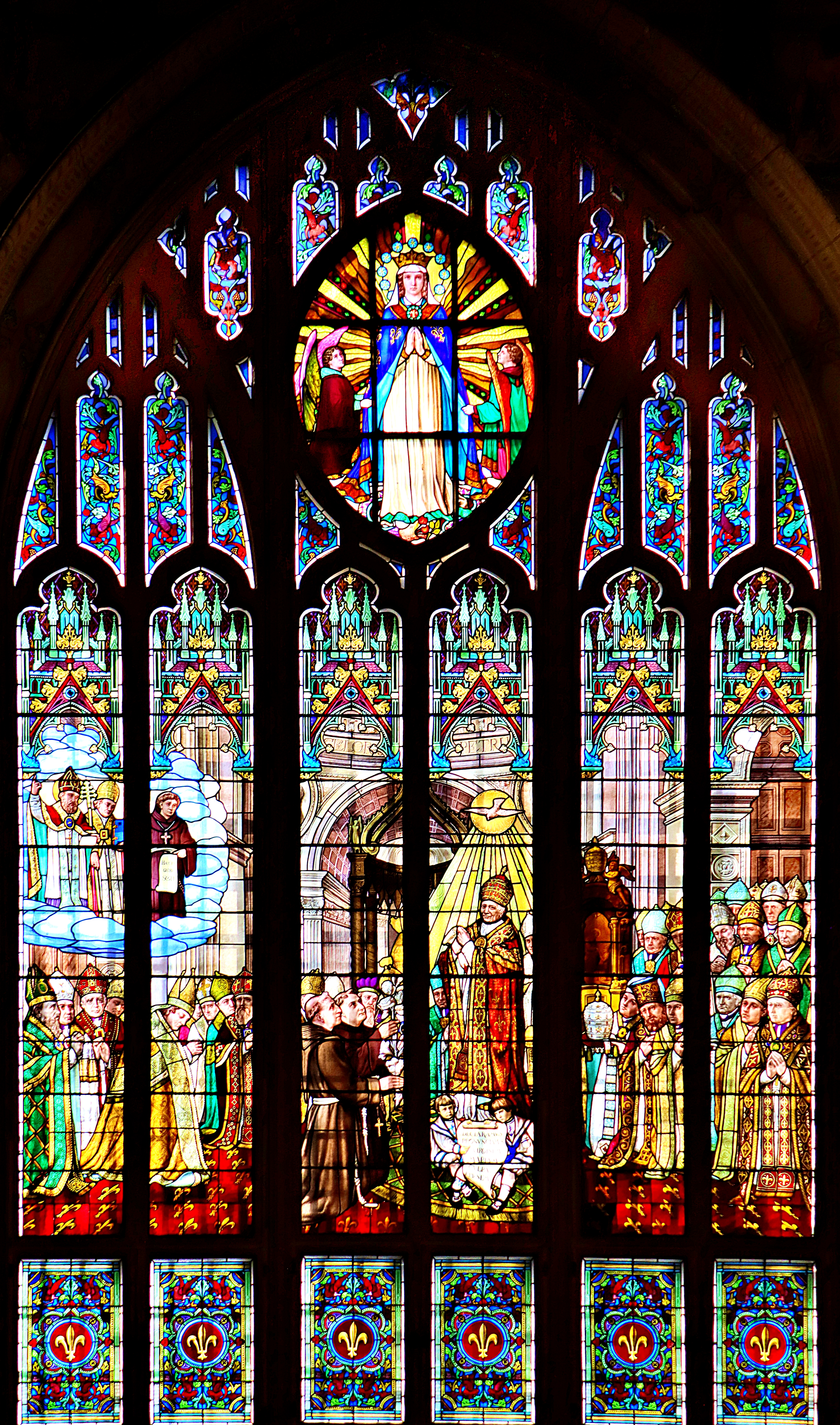
Vitrail de Guido Nincheri

## Source
- André Croteau, Les belles églises du Québec - Montréal, Édition du trécarré, 1996, p. 140-143
- Père Hector Tessier, c.s.v., « SAINT-VIATEUR D'OUTREMONT », presbytère saint-viateur, 183, avenue bloomfield, 1954, p. 544